# HMS Birmingham (C19)
«Бірмінгем» (C19) (англ. HMS Birmingham (C19) — військовий корабель, легкий крейсер типу «Таун» (1936) Королівського військово-морського флоту Великої Британії за часів Другої світової та Корейської війн.
«Бірмінгем» був закладений 18 липня 1935 на верфі компанії HMNB Devonport, Плімут. 18 листопада 1937 увійшов до складу Королівських ВМС Великої Британії.